# Wildwasserrennsport-Weltmeisterschaften 1963
1963 fanden die dritten Weltmeisterschaften im Kanu-Wildwasserrennsport statt. Die Titelkämpfe fanden am 13. und 14. August in Spittal auf der Lieser statt. Es nahmen 14 Nationen teil. Neben den bislang durchgeführten Faltbootklasse wurden erstmals Titel in den s.g. R1-Klassen, Kajaks aus Faserverbundkunststoffen, ausgetragen. Ebenso neu waren die Mannschaftswettkämpfe, in welchen jeweils drei Boote als Team das Rennen bestreiten.

## Ergebnisse

### Nationenwertung
| Platz  | Land             | Gold | Silber | Bronze | Gesamt |
| ------ | ---------------- | ---- | ------ | ------ | ------ |
| 1      | DDR              | 4    | 5      | 2      | 11     |
| 2      | BR Deutschland   | 2    | 5      | 3      | 10     |
| 3      | Österreich       | 2    | 2      | 1      | 5      |
| 4      | Tschechoslowakei | 2    | -      | 4      | 6      |
| 5      | Frankreich       | 2    | -      | 1      | 3      |
| 6      | Schweiz          | 1    | 1      | 2      | 4      |
| Gesamt | Gesamt           | 13   | 13     | 13     | 39     |

Im Einzelnen wurden folgende Ergebnisse erzielt.

## Einzelwettkämpfe
| Platz  | Land             | Gold | Silber | Bronze | Gesamt |
| ------ | ---------------- | ---- | ------ | ------ | ------ |
| 1      | DDR              | 2    | 3      | -      | 5      |
| 2      | Österreich       | 2    | -      | -      | 2      |
| 3      | Tschechoslowakei | 1    | -      | 3      | 4      |
| 4      | Schweiz          | 1    | -      | 1      | 2      |
|        | Frankreich       | 1    | -      | 1      | 2      |
| 6      | BR Deutschland   | -    | 4      | 2      | 6      |
| Gesamt | Gesamt           | 7    | 7      | 7      | 21     |

### Einer-Kajak
Männer F1:
| Platz | Land           | Sportler               | Zeit        |
| ----- | -------------- | ---------------------- | ----------- |
| 1     | Österreich     | Kurt Preslmayer        | 31:39,5 min |
| 2     | BR Deutschland | Klaus Lettmann         | 31:59,9 min |
| 3     | BR Deutschland | Siegfried Gunzenberger | 32:15,8 min |

Männer R1:
| Platz | Land           | Sportler          | Zeit        |
| ----- | -------------- | ----------------- | ----------- |
| 1     | Österreich     | Rudolf Klepp      | 29:58,5 min |
| 2     | BR Deutschland | Karl-Heinz Englet | 30:53,4 min |
| 3     | Schweiz        | Jean Grosrey      | 31:15,5 min |

Frauen F1:
| Platz | Land           | Sportler           | Zeit        |
| ----- | -------------- | ------------------ | ----------- |
| 1     | DDR            | Annelies Bauer     | 18:41,1 min |
| 2     | BR Deutschland | Rosemarie Bisinger | 18:49,8 min |
| 3     | BR Deutschland | Hilde Urbaniak     | 18:50,8 min |

Frauen R1:
| Platz | Land             | Sportler         | Zeit        |
| ----- | ---------------- | ---------------- | ----------- |
| 1     | DDR              | Ursula Gläser    | 18:07,0 min |
| 2     | BR Deutschland   | Bärbel Körner    | 18:07,4 min |
| 3     | Tschechoslowakei | Ludmila Veberová | 18:18,7 min |

### Einer-Canadier
Männer:
| Platz | Land             | Sportler           | Zeit        |
| ----- | ---------------- | ------------------ | ----------- |
| 1     | Schweiz          | Heinz Grobat       | 35:20,2 min |
| 2     | DDR              | Manfred Schubert   | 35:21,3 min |
| 3     | Tschechoslowakei | Bohuslav Pospichal | 35:23,2 min |

### Zweier-Canadier
Männer:
| Platz | Land             | Sportler        | Zeit        |
| ----- | ---------------- | --------------- | ----------- |
| 1     | Tschechoslowakei | Stach / Valenta | 32:50,7 min |
| 2     | DDR              | Merkel / Merkel | 33:25,1 min |
| 3     | Tschechoslowakei | Kny / Horyna    | 33:32,0 min |

Mixed:
| Platz | Land       | Sportler                     | Zeit        |
| ----- | ---------- | ---------------------------- | ----------- |
| 1     | Frankreich | Lansmanne / Georges Dransart | 18:29,7 min |
| 2     | DDR        | Grabo / Landers              | 18:56,5 min |
| 3     | Frankreich | Guette / Olry                | 19:01,5 min |

## Mannschaftswettkämpfe
| Platz  | Land             | Gold | Silber | Bronze | Gesamt |
| ------ | ---------------- | ---- | ------ | ------ | ------ |
| 1      | DDR              | 2    | 2      | 2      | 6      |
| 2      | BR Deutschland   | 2    | 1      | 1      | 4      |
| 3      | Tschechoslowakei | 1    | -      | 1      | 2      |
| 4      | Frankreich       | 1    | -      | -      | 1      |
| 5      | Österreich       | -    | 2      | 1      | 3      |
| 6      | Schweiz          | -    | 1      | 1      | 2      |
| Gesamt | Gesamt           | 6    | 6      | 6      | 18     |

### Einer-Kajak
Männer F1:
| Platz | Land           | Sportler                 | Zeit        |
| ----- | -------------- | ------------------------ | ----------- |
| 1     | BR Deutschland | Albrecht Lettmann Vogt   | 31:49,2 min |
| 2     | DDR            | Gläser Bremer Bieling    | 31:52,2 min |
| 3     | Österreich     | Fabian Preslmayer Dopsch | 31:53,1 min |

Männer R1:
| Platz | Land           | Sportler                 | Zeit        |
| ----- | -------------- | ------------------------ | ----------- |
| 1     | BR Deutschland | Englet Grünberg Schröder | 30:32,5 min |
| 2     | Österreich     | Klepp Leitner Steindl    | 31:16,4 min |
| 3     | DDR            | Luber Lange Fleischer    | 31:41,6 min |

Frauen F1 und R1:
| Platz | Land             | Sportler                   | Zeit        |
| ----- | ---------------- | -------------------------- | ----------- |
| 1     | DDR              | Gläser Merkel Bauer        | 17:58,4 min |
| 2     | BR Deutschland   | Körner Schmidt Bisinger    | 18:10,0 min |
| 3     | Tschechoslowakei | Veberova Zwerinova Knynova | 19:56,7 min |

### Einer-Canadier
Männer:
| Platz | Land             | Sportler                   | Zeit        |
| ----- | ---------------- | -------------------------- | ----------- |
| 1     | Tschechoslowakei | Girasek Pospichal Janovsky | 35:29,9 min |
| 2     | DDR              | Schubert Kleinert Wozniak  | 35:34,1 min |
| 3     | Schweiz          | Girard Tochon Grobat       | 35:46,7 min |

### Zweier-Canadier
Männer:
| Platz | Land           | Sportler                                                     | Zeit        |
| ----- | -------------- | ------------------------------------------------------------ | ----------- |
| 1     | DDR            | Noak / Lück Merkel / Merkel Seifert / Glöckner               | 33:51,3 min |
| 2     | Österreich     | Kerbl / Gürtelbauer Biegl / Schilhuber Tutschka / Haberzettl | 34:42,5 min |
| 3     | BR Deutschland | Asmer / Komnik Gehlen / Bohry Roock / Brümmer                | 34:50,2 min |

Mixed:
| Platz | Land       | Sportler                                                      | Zeit        |
| ----- | ---------- | ------------------------------------------------------------- | ----------- |
| 1     | Frankreich | Lansmanne / Georges Dransart Guyette / Olry Charlon / Chidini | 18:26,5 min |
| 2     | Schweiz    | Bardet / Bardet Huch / Roth Mosimann / Mosimann               | 18:30,7 min |
| 3     | DDR        | Grabo / Landers Teso / Wunderlich Krüger / Lempert            | 25:40,1 min |